# 다시 사랑할까요
《다시 사랑할까요》(영어: Return to Me)는 미국에서 제작된 보니 헌트 감독의 2000년 로맨틱 코미디 드라마 영화이다. 데이비드 듀코브니, 미니 드라이버 등이 출연하였고, 제니 루 투건트 등이 제작에 참여하였다.

## 줄거리
시카고 건축가 밥은 링컨파크 동물원에서 일하는 동물학자 아내 엘리자베스를 갑작스런 교통 사고로 잃는다. 엘리자베스의 심장은 심장병을 앓던 화가 그레이스에게 이식된다.
한동안 우울감과 실의에 빠져 지내던 밥은 친구가 주선한 소개팅에 억지로 나간다. 그러나 밥은 만남 장소인 식당에서 소개팅 상대 대신 종업원으로 일하고 있던 그레이스에게 호감을 느끼게 된다. 밥과 그레이스는 서로 심장 관련 사실을 모르는 채로 교제하게 되는데...

## 출연
- 데이비드 듀코브니 - 밥 룰런드 역
- 미니 드라이버 - 그레이스 "그레이시" 브리그스 역
- 캐럴 오코너 - 마티 오라일리 역
- 로버트 로자 - 앤절로 파디필로 역
- 보니 헌트 - 메건 데이턴 역: 그레이스의 절친.
- 데이비드 앨런 그리어 - 찰스 존슨 역
- 조엘리 리처드슨 - 엘리자베스 룰런드 역
- 제임스 벌루시 - 조 데이턴 역: 메건의 남편.
- 메리앤 멀럴라일리 - 소피 역
- 브라이언 하우 - 마이크 역
- 데이비드 패스쿠에이지 - 토니 역
- 톰 버튜
- 돈 레이크

## 기타 제작진
- 배역: 맬리 핀
- 미술: 브렌트 토머스
- 의상: 리스 보스웰

## 같이 보기
- 여름향기 (2003)
- 라스트 크리스마스 (2019)